# Cristiane Sobral
Cristiane Sobral (Rio de Janeiro, 1974) é uma multiartista, atriz, escritora, dramaturga e poeta brasileira.

## Biografia
Estudou teatro no SESC do Rio de Janeiro, em 1989. Um ano depois chega a Brasília e começa a atuar em grupos de teatro no ambiente estudantil e monta a peça Acorda Brasil. Foi a primeira atriz negra graduada em Interpretação Teatral pela Universidade de Brasília. Atuou no curta-metragem A dança da Espera, de André Luís Nascimento, e em diversos espetáculos teatrais; no vídeo A carreira e formação do diplomata, de André Luís da Cunha. Atuou também na peça Machadianas Cenas Cariocas, dirigida por Ginaldo de Souza em 2001. Protagonizou e concebeu os espetáculos: Uma Boneca no Lixo, premiado em 1999 pelo Governo do Distrito Federal e dirigido por Hugo Rodas; Dra. Sida, premiada pelo Ministério da Saúde em 2000 e no I, II e III Ciclo de Dramaturgia Negra realizado em Brasília e Porto Alegre.
Estreou na literatura em 2000, publicando textos nos Cadernos Negros; e Cadernos Negros “Black Notebooks”, edição bilíngue com volumes em prosa e poesia editados nos Estados Unidos. A seguir, participa da  antologia crítica Literatura e afrodescendência no Brasil (2011), ao lado de 99 outras autoras e autores negros brasileiros dos séculos XVIII, XIX, XX e XXI. Por fim, em 2018, integra a coletânea Encontros com a poesia do mundo. Foi crítica teatral da revista Tablado, de Brasília. Mestre em Artes (UnB) com pesquisa sobre as estéticas nos teatros negros brasileiros e ênfase no ensino de artes. Membro da Academia de Letras do Brasil seção DF onde ocupa a cadeira 34 e do Sindicato dos Escritores do DF.
Em 2010, lança sua primeira publicação individual, Não vou mais lavar os pratos. Seu segundo livro – Espelhos, miradouros, dialéticas da percepção, de 2014, apresenta narrativas curtas voltadas para os dramas cotidianos da juventude negra e periférica. Em 2014, a autora publica Só por hoje vou deixar o meu cabelo em paz, em que retoma seu projeto de uma poesia afro-brasileira empenhada em tocar nas mazelas do racismo estrutural presente entre nós. Em 2016, retoma sua veia narrativa com os contos de O tapete voador, para, no ano seguinte, brindar seus leitores com mais um volume de poesia – Terra negra. Este último tem destacada sua "cadência cênica" pela prefaciadora Elisa Lucinda, para quem "tem cor esse livro, tem batuque na elegância rítmica deste falar."

## Temas de interesse e de inspiração para a escrita
Os modos de ser e de viver da população negra, suas tradições, sua subjetividade, a sexualidade, o erotismo, a relação com as religiões de matriz africana e afro-brasileiras. O homem, a mulher, a infância, a maternidade, os paradoxos sociais, as possibilidades de ruptura de padrões e modelos estabelecidos, o corpo negro.
"Para pensar sobre o corpo negro, é preciso se lembrar dos corpos não negros. De que corpo negro estamos falando? O corpo negro surge como uma criação do colonizador, é um corpo desumano, desprovido de alma. Ora, o corpo é uma manifestação da consciência, não existe fora das relações com outros corpos. Um corpo se cria a partir da construção do outro, do que significa para o outro. A cultura patrimonial brasileira decreta que negros não têm a posse dos seus corpos, podem ser violentados, explorados, subalternizados. As relações sociais e a visão que o homem e a mulher negra têm de si mesmo nascem contaminadas por essa genética social."

## Obras

### Obras individuais
- 1998 - Uma boneca no lixo (teatro) - Prêmio de montagem GDF
- 2000 - Dra. Sida (teatro) Prêmio do Ministério da Saúde
- 2004 - Petardo, será que você agüenta? (teatro) - com Dojival Vieira
- 2010 - Não Vou Mais Lavar os Pratos (poesia) - Editora Thesaurus
- 2011 - Espelhos, miradouros, dialéticas da percepção (contos) - Dulcina Editora[5] - DF
- 2014 - Só por hoje vou deixar o meu cabelo em paz (poesia) - Ed. Teixeira - DF
- 2016 - Não vou mais lavar os pratos (poesia) 3ª ed. revisada e ampliada - Ed. Garcia - SP
- 2016 - O tapete voador (contos) - Ed. Malê - RJ
- 2017 - Olhos de Azeviche (contos e crônicas) - Coletânea - Ed. Malê - RJ
- 2017- Terra Negra (poesia) Ed. Malê - RJ
- 2021 - Amar antes que amanheça (contos) Ed Malê - RJ
- 2022 - Amar pode ser perigoso (poesias) - Coletânea - Ed. Aldeia de Palavras - DF
- 2023 - Caixa Preta (contos) Ed. Me Parió.

### Antologias
- Cadernos Negros 23. Organização de Esmeralda Ribeiro e Márcio Barbosa. São Paulo: Quilombhoje, 2000. (Poemas).
- Cadernos Negros 24. Organização de Esmeralda Ribeiro e Márcio Barbosa. São Paulo: Quilombhoje, 2002. (Contos).
- Cadernos Negros 25. Organização de Esmeralda Ribeiro e Márcio Barbosa. São Paulo: Quilombhoje, 2002. (Poemas).
- O Negro em Versos: antologia da poesia negra brasileira. Organização e apresentação de Luiz Carlos dos Santos, Maria Galas e Ulisses Tavares. São Paulo: Editora Moderna, 2005.
- Cadernos Negros 29. Organização de Esmeralda Ribeiro e Márcio Barbosa. São Paulo: Quilombhoje, 2006. (Poemas).
- Cadernos Negros 30. Organização de Esmeralda Ribeiro e Márcio Barbosa. São Paulo: Quilombhoje, 2007. (Conto).
- Cadernos Negros, três décadas: ensaios, poemas, contos. Organização de Esmeralda Ribeiro e Márcio Barbosa. São Paulo: Quilombhoje; Secretaria Especial de Promoção da Igualdade Racial, 2008. (Poema e conto).
- Cadernos Negros “Black Notebooks”, edição bilíngue com volumes em prosa e poesia. Edição de Niyi Afolabi, Márcio Barbosa e Esmeralda Ribeiro. Trenton-NJ; Asmara, Eritrea: África World Press, 2008.
- Cadernos Negros 32. Organização de Esmeralda Ribeiro e Márcio Barbosa. São Paulo: Quilombhoje, 2009. (Conto).
- Cadernos Negros 33. Organização de Esmeralda Ribeiro e Márcio Barbosa. São Paulo: Quilombhoje, 2010. (Poemas).
- Cadernos Negros 34. Organização de Esmeralda Ribeiro e Márcio Barbosa. São Paulo: Quilombhoje, 2011. (Conto).
- Literatura e afrodescendência no Brasil: antologia crítica. Organização de Eduardo de Assis Duarte. Belo Horizonte: Editora UFMG, 2011, vol. 3, Contemporaneidade.
- Cadernos Negros 35. Organização de Esmeralda Ribeiro e Márcio Barbosa. São Paulo: Quilombhoje, 2012. (Poemas).
- Cadernos Negros 36. Organização de Esmeralda Ribeiro e Márcio Barbosa. São Paulo: Quilombhoje, 2013. (Conto).
- Cadernos Negros 37. Organização de Esmeralda Ribeiro e Márcio Barbosa. São Paulo: Quilombhoje, 2014. (Poesia).
- Cadernos Negros 38. Organização de Esmeralda Ribeiro e Márcio Barbosa. São Paulo: Quilombhoje, 2015. (Conto).
- Cadernos Negros 40. Organização de Esmeralda Ribeiro e Márcio Barbosa. São Paulo: Quilombhoje, 2017. (Conto).
- Encontros com a poesia do mundo. Organização de Solange Fiuza, Wilson Flores, Vera Oliveira e Alexandre Pilati. Goiânia: Editora Imprensa Universitária, 2018.
- Do Índico e do Atlântico: contos brasileiros e moçambicanos. Organização de Vagner Amaro e Dany Wambire. Rio de Janeiro: Malê, 2019.